# Warsob
Der Warsob (tadschikisch Варзоб; russisch Варзо́б, im Unterlauf auch Duschanbinka) ist ein rechter Nebenfluss des Kofarnihon in Tadschikistan.

## Geographie
Der Warsob entspringt an der Südflanke des Hissargebirges. Der 71 km lange Warsob fließt in südlicher Richtung durch das Bergland. Er durchfließt den gleichnamigen Distrikt und die ebenfalls nach ihm benannte Distrikthauptstadt Warsob. Später verlässt der Fluss das Gebirge und setzt seinen Lauf nach Süden fort. Er durchfließt die Hauptstadt Duschanbe und mündet kurz danach in den von Osten kommenden Kofarnihon. Der Warsob wird hauptsächlich vom Schmelzwasser der Gletscher und der Schneeschmelze gespeist. Er weist bei Duschanbe einen mittleren Abfluss (MQ) von 53,5 m³/s auf. Der Warsob entwässert ein Areal von 1740 km². Am Oberlauf wird der Fluss auch zur Bewässerung genutzt. Am Warsob befinden sich mehrere Wasserkraftwerke. Die Überlandstraße M34, die von Duschanbe durch den Ansob-Tunnel nach Aini führt, verläuft anfangs entlang dem Flusslauf.